# دانشگاه راکهرست

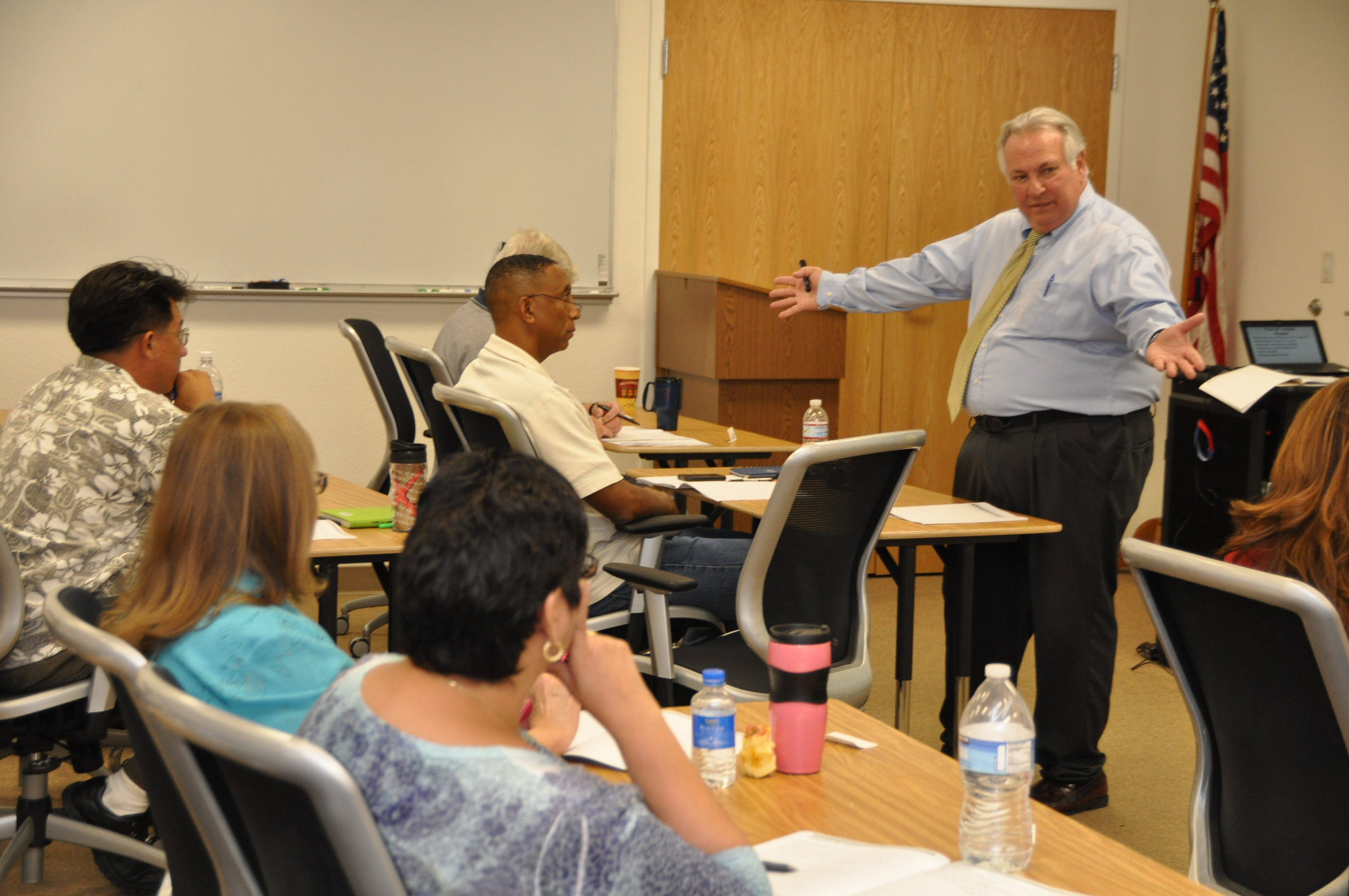

دانشگاه راکهرست (به انگلیسی: Rockhurst University) تأسیس ۱۹۱۰ از دانشگاه‌های ایالات متحده آمریکا است که در ایالت میزوری قرار دارد.
این دانشگاه تا مقطع کارشناسی ارشد مدرک ارئه میدهد.